# Сумин, Анатолий Сергеевич
Анатолий Сергеевич Сумин (17 июля 1939, Можайск, Московская область — 20 ноября 2021, Москва) — советский и российский военный учёный в области развития зенитно-ракетных систем ПВО и ВКО, доктор технических наук, профессор, генерал-майор. Начальник 2-го ЦНИИ МО СССР — Минобороны России (1989—1999). Лауреат Государственной премии Российской Федерации (1995). Заслуженный деятель науки и техники Российской Федерации (1994).

## Биография
Родился 17 июля 1939 года в городе Можайске Московской области.
С 1949 по 1956 год обучался в Курском суворовском военном училище, которое окончил с золотой медалью. С 1956 по 1961 год обучался в Минском высшем инженерном радиотехническом училище ПВО, которое закончил с отличием. С 1961 по 1965 год на научно-исследовательской работе в 10-м Государственном научно-исследовательском и испытательном полигоне Министерства обороны СССР в качестве инженера-испытателя Управления испытаний зенитного ракетного вооружения.
С 1965 года на научно-исследовательской и руководящей работе в 2-го ЦНИИ МО СССР — Минобороны России в должностях: младший научный сотрудник, научный сотрудник, старший научный сотрудник, заместитель начальника и начальник научного отдела. С 1985 по 1989 год — заместитель начальника этого института по научной работе и с 1989 по 1999 год — начальник 2-го ЦНИИ МО СССР — Минобороны России. А. С. Сумин был одним из руководителей комплекса работ по принятию на вооружение зенитно-ракетных комплексов С-300 и С-400. В 1975 году закончил академические курсы при Военной командной академии противовоздушной обороны имени Г. К. Жукова, в 1990 году — Высшие академические курсы при Военной ордена Ленина Краснознамённой ордена Суворова академии Генерального штаба Вооружённых Сил СССР имени К. Е. Ворошилова, в 1993 году — курс для представителей высшего командного состава при Гарвардском университете. В 1989 году Постановлением СМ СССР ему было присвоено воинское звание генерал-майор.
С 2000 по 2021 год на научно-исследовательской работе в НПО «Алмаз» в качестве советника генерального конструктора и заместителя генерального конструктора этого научного предприятия, занимался вопросами взаимодействия НПО «Алмаз» с органами военного управления Министерства обороны Российской Федерации и Научно-технического совета Военно-промышленной комиссии Российской Федерации.
Скончался 20 ноября 2021 года в Москве. Похоронен на Федеральном военном мемориале «Пантеон защитников Отечества».

### Научно-педагогическая деятельность и вклад в науку
Основная научно-педагогическая деятельность А. С. Сумина была связана с вопросами в области развития и методологии военно-технического обоснования зенитно-ракетных комплексов ПВО и ВКО, а так же  по применению методов системного анализа для военно-экономического и оперативно-стратегического обоснования вооружения и систем воздушно-космической обороны. А. С. Сумин являлся заместителем председателя диссертационного совета в НПО «Алмаз», он был одним из организаторов учреждения научно-технического журнала «Вестник воздушно-космической обороны». С 1995 по 1999 год — член Совета по военно-технической политике при Министерстве обороны Российской Федерации.
В 1980 году защитил диссертацию на соискание учёной степени кандидат технических наук, в 1991 году — доктор технических наук. В 1990 году Приказом ВАК СССР уму было присвоено учёное звание профессор. В 1994 году избран действительным членом Академии военных наук по Тверскому отделению. А. С. Сумин являлся автором более трёхсот шестидесяти научных трудов, в том числе четыре монографии и около пятнадцати патентов и свидетельств на изобретения. Под его руководством было подготовлено три доктора и три кандидата технических наук. В 1995 году закрытым Указом «за разработку и внедрение новой техники» был удостоен Государственной премии Российской Федерации.

## Награды, звания и премии
- Орден «За службу Родине в Вооружённых Силах СССР»
- Заслуженный деятель науки и техники Российской Федерации (1994)[6]
- Государственная премия Российской Федерации (1995)[1][2][3][4]